# Dominique Peyramale
Marie-Dominique Peyramale (Momères, 9 gennaio 1811 – Lourdes, 8 settembre 1877) è stato un presbitero francese.

## Biografia
Marie-Dominique Peyramale, originario del dipartimento francese degli Alti Pirenei, era il quarto figlio di un medico. Fu ordinato sacerdote nel 1835 e nominato vicario della parrocchia di Vic-en-Bigorre. Due anni dopo divenne primo vicario della parrocchia di Saint-Jean, a Tarbes. Nel 1851 fu nominato cappellano dell'ospizio civile e militare di Tarbes.
Nel novembre 1854, mentre sperava di essere nominato parroco di Vic-en-Bigorre, gli fu offerta dal vescovo di Tarbes, Bertrand-Sévère Mascarou-Laurence, la parrocchia più piccola di Lourdes, cittadina di 4.300 abitanti. L'abate inizialmente rifiutò, ma alla fine accolse la richiesta del vescovo; l'8 dicembre ricevette la nomina ed il 9 gennaio 1855 fu insediato.

### Progetto di ampliamento della chiesa parrocchiale
Appena arrivato, secondo Jean-Pierre Ardoin Saint Amand, Peyramale assunse un'“incongrua invidia”, che lo avrebbe ossessionato fino alla morte, a riguardo dell'ampliamento o sostituzione della venerabile chiesa parrocchiale, risalente alla metà del Medioevo. Il suo impegno e le sue continue richieste verso il consiglio comunale comportarono, nel gennaio 1857, uno studio sulla possibilità d'ampliamento. L'alto costo dell'opera, nonché i dubbi sulla capacità delle vecchie mura di reggere il peso delle modifiche, portarono il consiglio comunale a votare per la distruzione dell'edificio per costruirne uno nuovo. Tuttavia, i lavori non iniziarono mai, poiché nessun cittadino di Lourdes ne avvertì l'urgenza: il volume della vecchia chiesa di Saint-Pierre manteneva perfettamente adeguata il numero di capacità dei fedeli e l'edificio, ben tenuto, venne dichiarato non pericolante. Pertanto, Padre Peyramale vessò invano il vescovo, il consiglio comunale ed il prefetto e fu allora che, sempre nelle parole di Jean-Pierre Ardoin Saint Amand, "la Vergine Maria venne in suo aiuto".

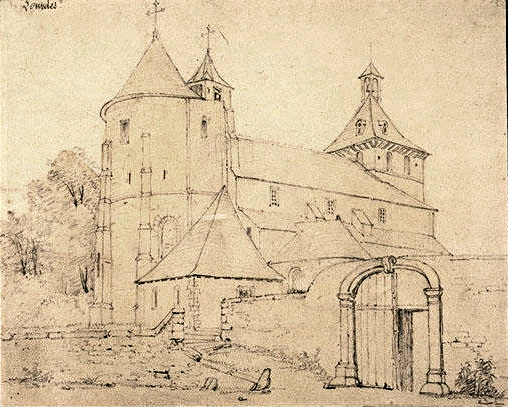
L'antica chiesa parrocchiale di Saint-Pierre, probabilmente risalente al 1003 e demolita nel 1905.

Questa presentazione dei fatti, che per un certo periodo non vennero divulgati, venne contestata molto vigorosamente da Henri Bourgeois, l'appaltatore dei lavori pubblici di Chartres, che padre Peyramale chiese per la costruzione della chiesa senza che nessun imprenditore locale avesse accettato il progetto e le inerenti spese.
Si dirà in seguito che Henri Bourgeois portò a citare in giudizio il comune di Lourdes dinanzi al tribunale per mancato pagamento. A sostegno del suo appello, nel 1888, produsse un memoriale di 45 pagine, ben documentato ed argomentato, intitolato "La nuova chiesa parrocchiale di Lourdes (Hautes-Pyrénées): la sua leggenda e la sua storia", in cui rivoluzionò la cittadina di Lourdes. Questo documento venne pubblicato online da Gallica e ripubblicato nel 2003 da Hachette-BNF.

### Le apparizioni
L'8 dicembre 1854, Papa Pio IX, attraverso l'enciclica Ineffabilis Deus, promulgò un nuovo dogma, quello dell'Immacolata Concezione, che afferma che la Vergine Maria, Madre di Dio, fu concepita senza la macchia del peccato originale.
Dall'11 febbraio al 16 luglio 1858, la giovane Bernadette Soubirous affermò di aver visto una "Bella Signora", che lei chiamò "Aquero", nella Grotta di Massabielle, sulle rive del Gave.
Padre Peyramale, su indicazione del vescovo Laurence, si guardò bene dal non avvicinarsi mai alla grotta durante le apparizioni. Tuttavia, fu testimone degli effetti che queste apparizioni produssero su Bernadette e sugli abitanti ed un osservatore, Jean-Baptiste Estrade, di professione esattore delle tasse, si convinse subito della sincerità della visionaria.

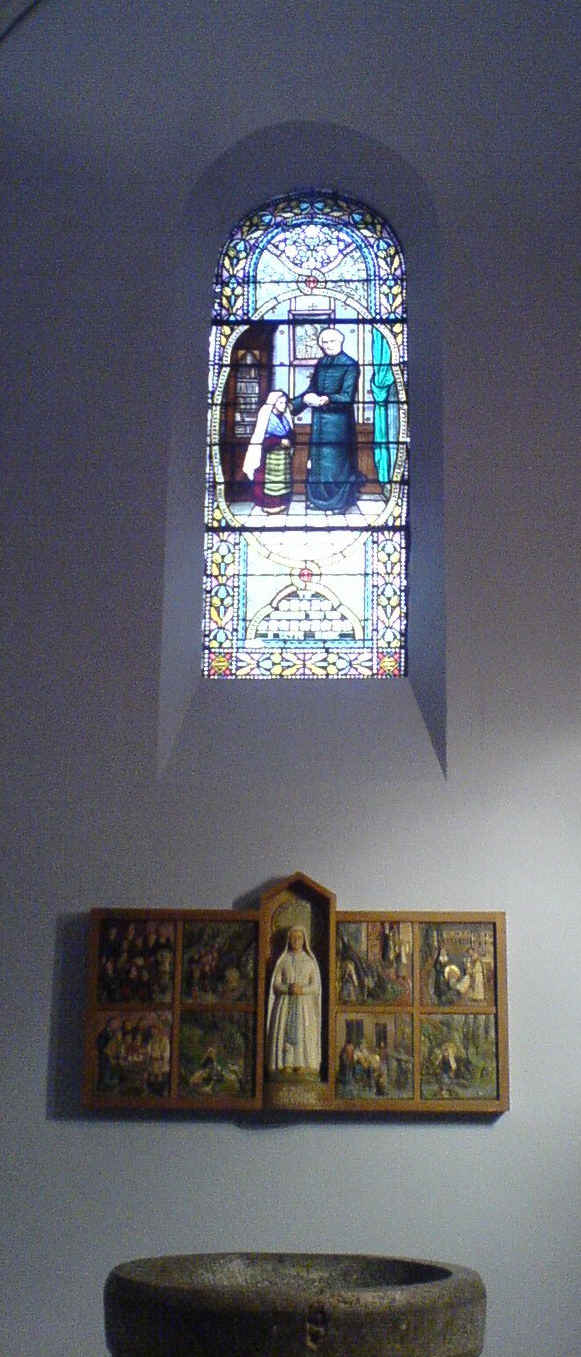
Vetrata nella chiesa parrocchiale di Lourdes che illustra un incontro tra padre Peyramale e santa Bernadette. Nella parte inferiore dell'immagine, il fonte battesimale su cui è stata battezzata Bernadette. La vetrata è stata prodotta da Gabriel Loire.

Padre Peyramale fu profondamente coinvolto negli eventi, interrogando Bernadette in diverse occasioni. Pensando ad una menzogna della giovane, rimase a lungo scettico. Finì poi per convincersi della sincerità di Bernadette. Il suo appoggio alla giovane fu tardivo, ma decisivo. La protesse, opponendosi al suo internamento come paziente mentale. E la sua relazione, molto favorevole a Monsignor Laurence, porterà quest'ultimo, il 28 luglio 1858, a formare una commissione d'inchiesta. Fu responsabile dell'interrogatorio di Bernadette e della verifica della validità dei miracoli che sarebbero avvenuti nella grotta. Padre Peyramale, considerato troppo di parte e di carattere troppo difficile, fu inizialmente escluso da questa commissione d'inchiesta. Ma la sua presenza finì per essere indispensabile.
Sorgeva la domanda se padre Peyramale avesse influenzato Bernadette nella sua vocazione. Secondo La storica britannica Ruth Harris, il presbitero mai spinse la ragazza ad abbracciare la vita religiosa, bensì avrebbe esortato Bernadette a rimanere schiva ed umile, affinché il tumultuoso culto popolare cessasse di distrarre le folle dalla grotta.

### Organizzazione del pellegrinaggio e amministrazione del santuario
Il 18 gennaio 1862, Monsignor Laurence proclamò il carattere soprannaturale e divino delle apparizioni, facendo appello alla generosità dei cristiani per il finanziamento di una cappella ("Andate a dire ai sacerdoti che qui si venga in processione e che vi si costruisca una cappella!", in base alle parola che la Beata Vergine avrebbe detto il 2 marzo 1858 a Bernadette Soubirous). Padre Peyramale fu responsabile dell'organizzazione del pellegrinaggio. Il luogo delle apparizioni venne acquistato quattro mesi prima dal vescovo. L'abate fece abbellire i dintorni della grotta di Massabielle ed avviò i lavori della costruzione della cappella, che poi verrà trasformata nell'odierno Santuario sovrastante la grotta. 

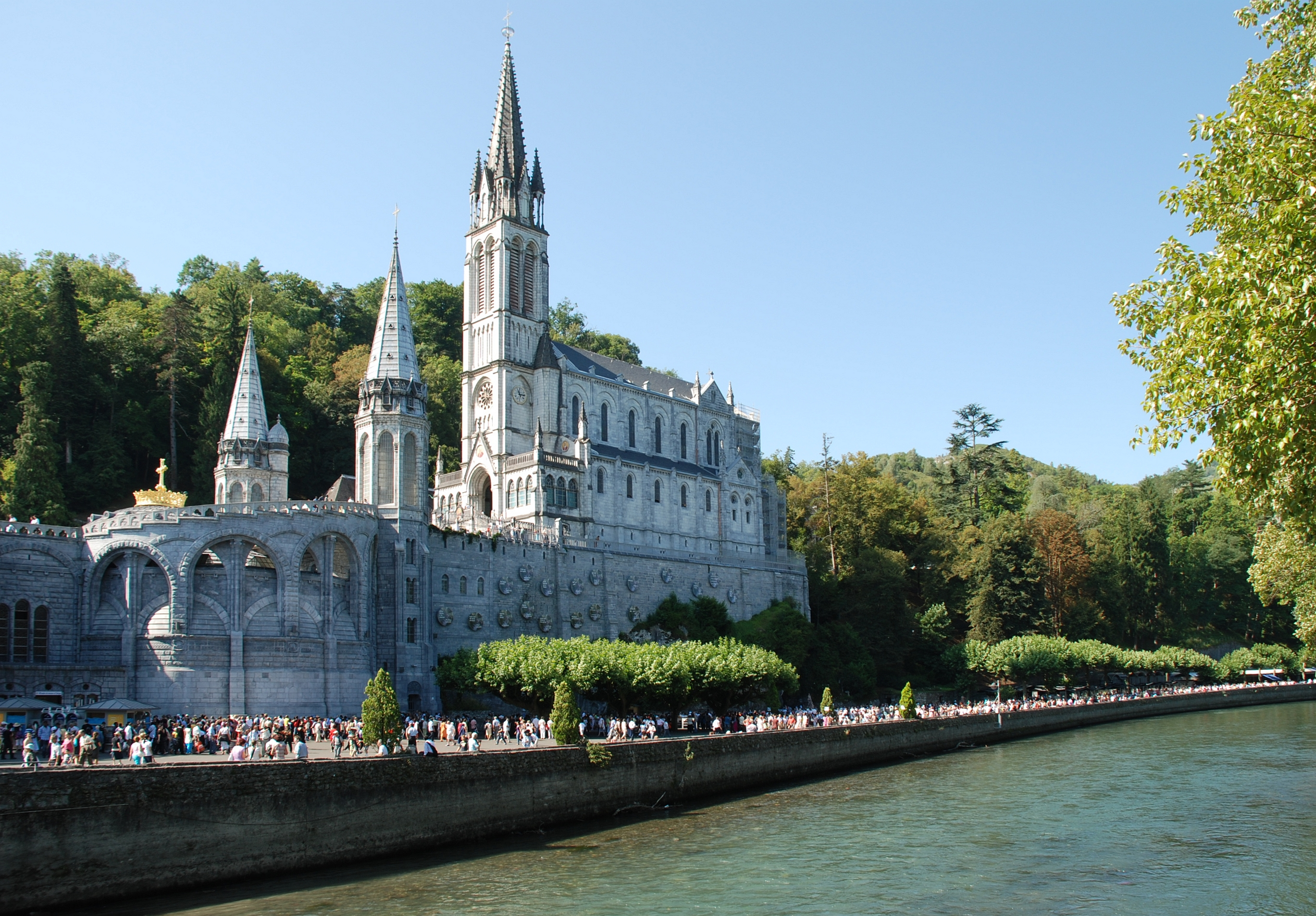
La Basilica dell'Immacolata Concezione (a destra), sopra la grotta.

Allo stesso tempo, per poter accogliere i pellegrini, padre Peyramale promosse anche l'introduzione sulla realizzazione d'infrastrutture adeguate: case di riposo per sacerdoti e laici, orfanotrofi, asili, scuole, centri di lavoro e di riabilitazione, ecc.
Il 4 agosto 1864, la prima processione si spostò dalla sua chiesa parrocchiale alla grotta, dove il vescovo Laurence benedisse la statua della Vergine.

### Costruzione della chiesa parrocchiale
Colpito da ulcera, Padre Peyramale si ritirò nella sua parrocchia. Perse il controllo della grotta, anche se assicurò ai fedeli di non averla persa completamente ed insistette perché le processioni continuassero. Dal 1871, Peyramale ripromosse un ampliamento della vecchia chiesa di Saint-Pierre; nel 1874 ottenne il consenso dal nuovo vescovo Benoît-Marie Langénieux. Incaricato dal consiglio di fabbrica nel ricevere donazioni e lasciti, avviò una sottoscrizione, facendo redigere piani e preventivi e battendosi per l'acquisizione di terreni. La benedizione della prima pietra avvenne il 28 luglio 1875; la nuova chiesa del Sacro Cuore cominciò a realizzarsi a pochi metri dalla chiesa di Saint-Pierre.
La fine della vita di Padre Peyramale fu offuscata da gravi difficoltà economiche riguardanti questo progetto, in quanto la maggior parte delle donazioni furono impegnate per la grotta. Intraprese una lotta di quasi vent'anni in cui impegnò i suoi beni personali.

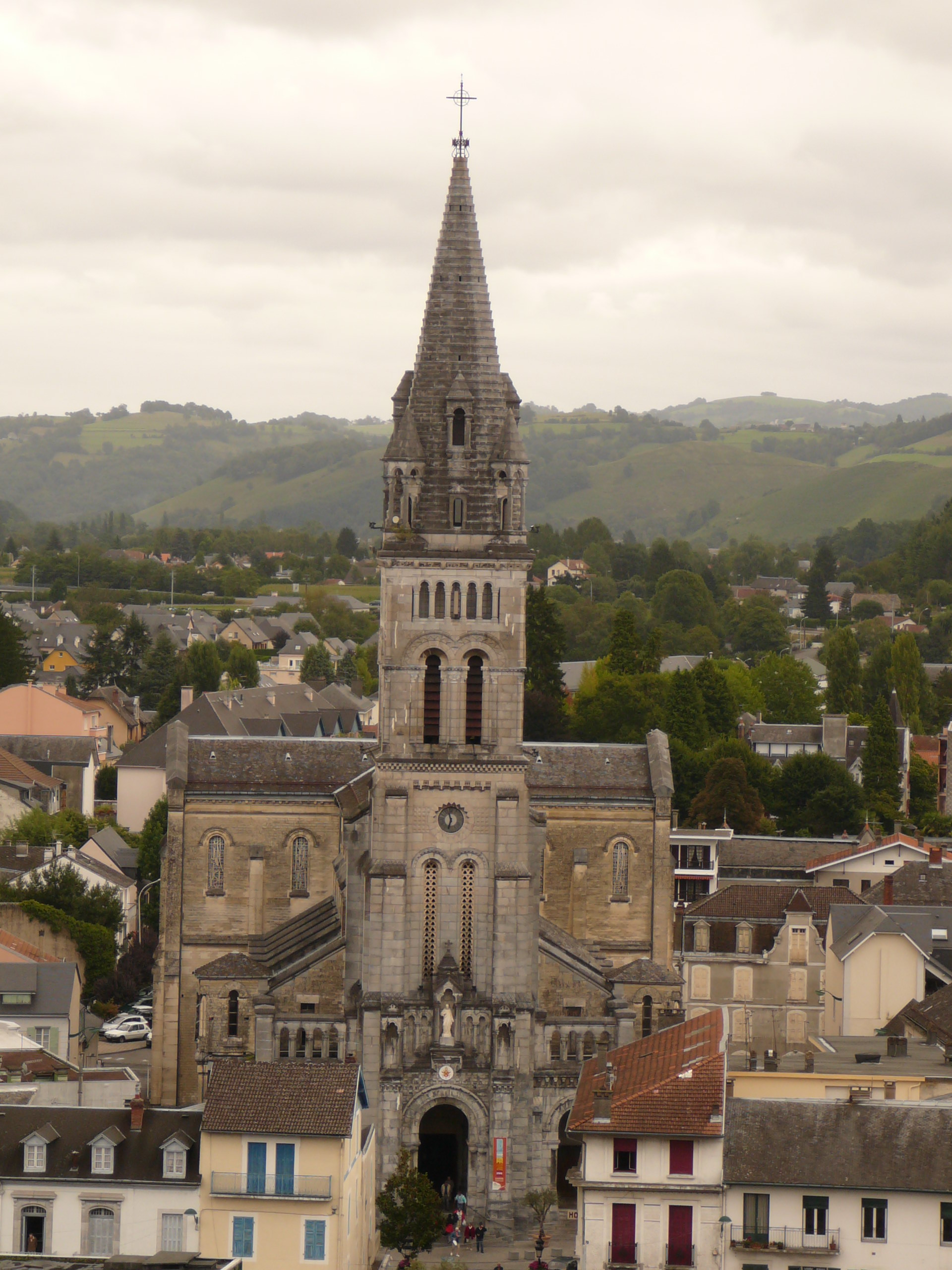
Le Sacré-Cœur, una nuova chiesa parrocchiale completata nel 1936.

Il 1º gennaio 1877 i lavori furono fermati; la chiesa si elevava a poco più della metà delle volte delle navate e le basi dei capitelli e delle colonne non furono decorati. Il 12 febbraio, un imprenditore sollecitò il consiglio di prefettura, il tesoriere della fabbrica ed il sindaco, ma nonostante tutti i suoi sforzi, Padre Peyramale riuscì a raccogliere solo 30.000 franchi, dei 268.000 necessari all'imprenditore. Morì l'8 settembre, senza aver visto ultimata la sua chiesa.

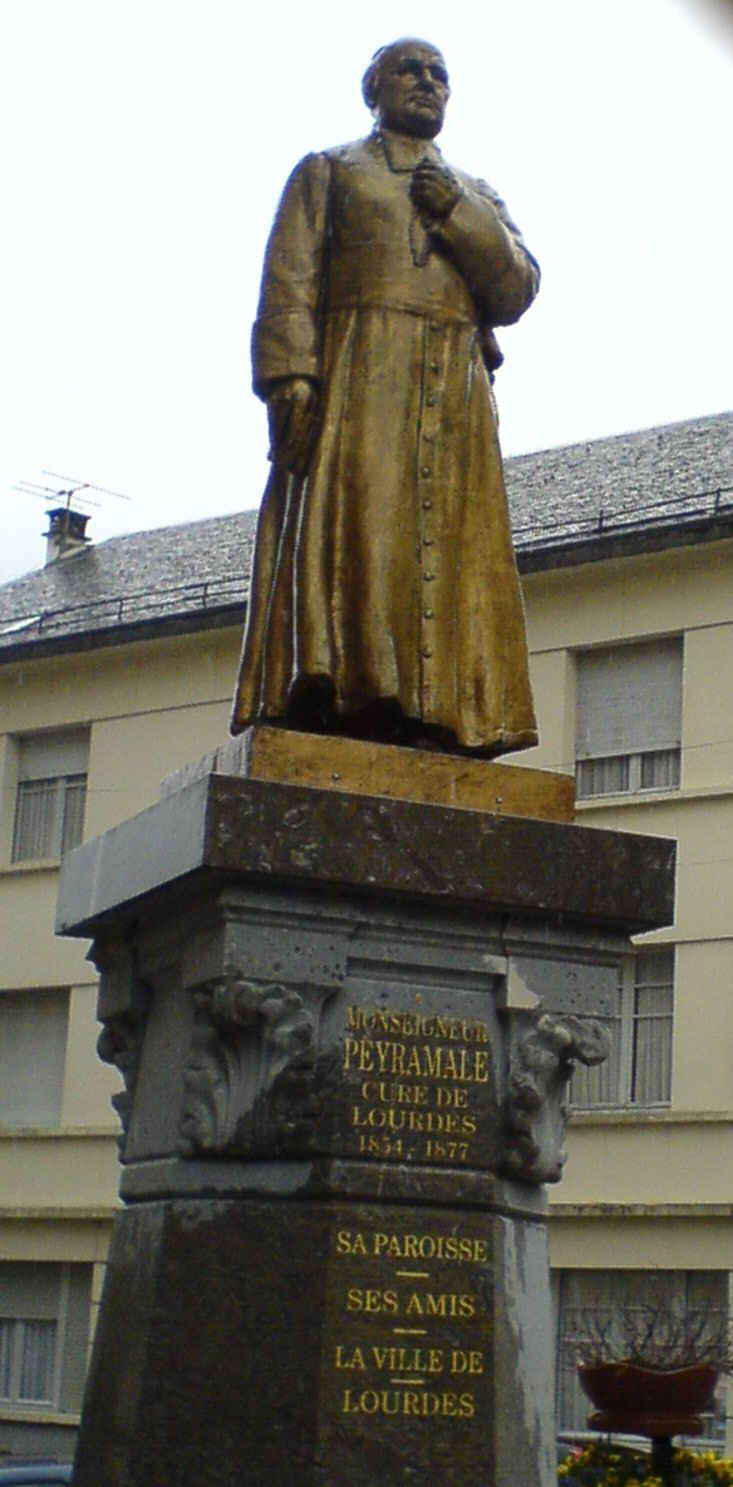
Statua di Padre Peyramale, vicino alla chiesa parrocchiale di Lourdes.

Nel 1894, Émile Zola pubblicò l'opera Le tre città; nel primo romanzo, Lourdes, ne denunciò l'ingratitudine generale. Descrivendone uno spettacolo di desolazione, quindici anni dopo la morte del sacerdote, annotò la sua tomba abbandonata nella cripta allagata della sua chiesa priva di tetto.
La notte del 1 gennaio 1896, uno sconosciuto diede fuoco all'antica chiesa di Saint-Pierre.

## Completamento della chiesa parrocchiale
La vicenda si trasformò in un incubo per l'imprenditore, che si scontrò con la cattiva volontà del comune con quella del vescovo di Tarbes del momento, César-Victor-Ange-Jean-Baptiste Jourdan. Nessuno volle assumersi la responsabilità dell'affare; il fratello di Padre Peyramale, Alexandre Peyramale, sentì allora che era suo dovere prendersene cura.  Quell'anno fu nominato un nuovo sindaco, Jean-Marie Cazaux-Mutou, il quale trovò un accordo con l'imprenditore. Ed il nuovo vescovo di Tarbes, Prosper-Marie Billère, accettò di finanziare la fine dei lavori; dopo circa vent'anni d'interruzione, essi ripresero. L'8 settembre 1903 fu inaugurata la nuova chiesa. Quanto alla chiesa di Saint-Pierre, la cui costruzione risale forse al 1003, fu rasa totalmente al suolo nel 1905. La costruzione della Chiesa del Sacro Cuore si concluse solo nel 1936 con il completamento del campanile, benedetto il 5 luglio.

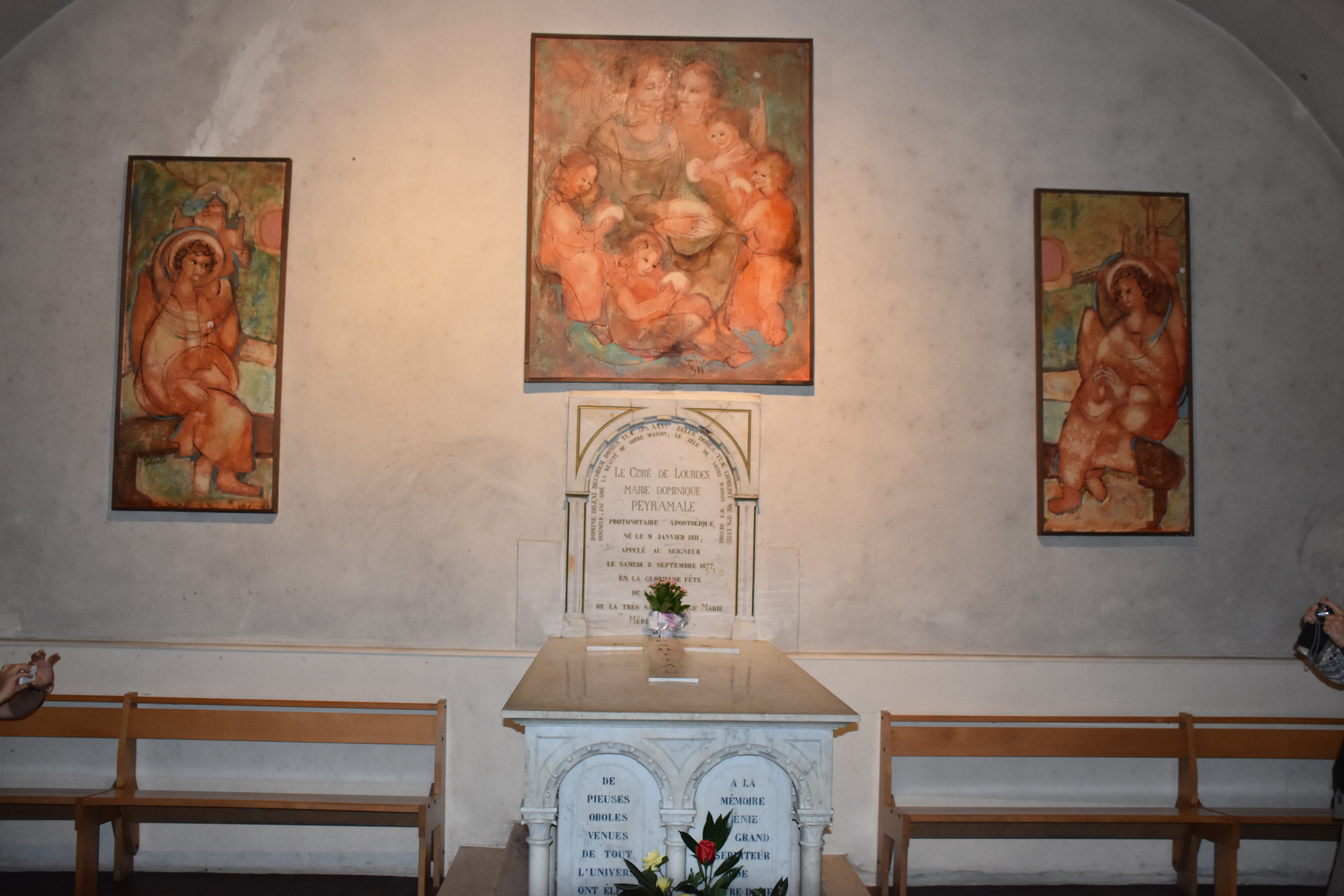
Sarcofago di Padre Dominique Peyramale nella cripta del Sacré-Cœur di Lourdes.

La tomba in marmo bianco di Padre Peyramale è oggi visibile nella cripta della sua chiesa. La sua statua, donata dalla duchessa di Uzès nel 1877, si trova sul lato dell'edificio. La rue de Lourdes, dove abitava, porta oggi il suo nome.
| Controllo di autorità | VIAF (EN) 95503917 · ISNI (EN) 0000 0000 6882 7179 · CERL cnp01180751 · GND (DE) 138889716 |